# Gryphoca
Gryphoca — вимерлий рід тюленів із морських відкладень неогену в басейні Північного моря.

## Скам'янілості
Є два визнаних види Gryphoca, G. similis і G. nordica. G. similis відомий з морських відкладень пліоцену в Антверпені в Бельгії, а скам'янілості P. nordica були знайдені в формації Грама тортонського віку в Данії.